# Nicole Beukers
Nicole Beukers (* 7. Oktober 1990 in Leiderdorp) ist eine niederländische Ruderin. Sie war 2017 Weltmeisterin.

## Sportliche Karriere
Nicole Beukers begann 2004 mit dem Rudersport. Bei den Junioren-Weltmeisterschaften 2007 belegte sie mit dem niederländischen Achter den fünften Platz, im Jahr darauf war sie Achte mit dem Doppelvierer. 2010 ruderte die 1,69 m große Nicole Beukers bei den U23-Weltmeisterschaften auf den achten Platz im Einer, 2011 folgte der fünfte Platz, 2012 belegte sie nur den zehnten Rang. 
2013 wechselte Nicole Beukers in den Doppelvierer, der in der Besetzung Wianka van Dorp, Sophie Souwer, Lisa Scheenaard und Nicole Beukers bei den Europameisterschaften 2013 die Silbermedaille hinter dem deutschen Boot gewann. Bei den Weltmeisterschaften 2013 belegten Scheenaard, Chantal Achterberg, Souwer und Beukers den vierten Platz. Im Jahr darauf trat sie mit Inge Janssen im Doppelzweier an. Bei den Europameisterschaften 2014 erreichten die beiden den dritten Platz, vor heimischem Publikum belegten die beiden den siebten Platz bei den Weltmeisterschaften in Amsterdam. 2015 gewann der niederländische Doppelvierer mit Nicole Beukers, Chantal Achterberg, Inge Janssen und Carline Bouw die Silbermedaille bei den Europameisterschaften, bei den Weltmeisterschaften 2015 erkämpfte der Doppelvierer die Bronzemedaille. In die Olympiasaison 2016 startete Beukers und der niederländische Doppelvierer mit einem vierten Platz bei den Europameisterschaften. Bei den Olympischen Spielen 2016 gewannen die Niederländerinnen die Silbermedaille hinter dem deutschen Doppelvierer.
Ebenfalls Silber gewann der niederländische Doppelvierer mit Olivia van Rooijen, Inge Janssen, Sophie Souwer und Nicole Beukers bei den Europameisterschaften 2017. Bei den Vorbereitungsregatten des Ruder-Weltcups 2017 war das Quartett jeweils hinter dem polnischen Vierer ins Ziel gelangt, konnte diesen bei den Weltmeisterschaften jedoch im Zielsprint überholen und sich damit den WM-Titel sichern. 2018 gewannen Olivia van Rooijen, Karolien Florijn, Sophie Souwer und Nicole Beukers die Bronzemedaille sowohl bei den Europameisterschaften als auch bei den Weltmeisterschaften. 2019 kehrte Beukers erst zum Saisonende in den niederländischen Doppelvierer zurück. In der Besetzung van Rooijen, Janssen, Souwer und Beukers erkämpfte die Crew bei den Weltmeisterschaften in Linz Bronze hinter den Chinesinnen und den Polinnen. 2020 trat der niederländische Doppelvierer in der Besetzung Laila Youssifou, Inge Janssen, Olivia van Rooijen und Nicole Beukers an. Bei den Europameisterschaften in Posen gewannen die Niederländerinnen den Titel vor den Deutschen und den Polinnen. Zu Beginn der Saison 2021 konnten die vier den Titel bei den Europameisterschaften vor dem Boot aus Großbritannien verteidigen. Bei den Olympischen Spielen in Tokio belegte die Crew den sechsten Platz.